# Протасова, Валентина Александровна
Валентина Александровна Протасова (13 декабря 1923 — неизвестно) — российский учёный в области технологии прядения шерсти, заслуженный деятель науки РФ.

## Биография
Родилась 13 декабря 1923 года в городе Моздок. В июне 1941 г. с отличием окончила среднюю школу и поступила в Ростовский институт железнодорожного транспорта, после начала войны эвакуированный в Тбилиси. Не окончив первый курс, после болезни вернулась к матери в Моздок.
В апреле 1942 г. добровольцем вступила в армию и после месячного обучения на телефонистку отправлена на Юго-Западный фронт в 46-й отдельный батальон воздушного наблюдения, оповещения и связи (46 ОБ ВНОС). После ранения награждена медалью «За отвагу». В 1944 г. командир 15-го отдельного батальона воздушного наблюдения оповещения и связи (15 ОБ ВНОС).
Демобилизовалась в конце августа 1945 года и поступила в Московский текстильный институт. Окончила его по специальности инженер-технолог по прядению шерсти и была зачислена в аспирантуру, в 1953 г. защитила кандидатскую диссертацию на тему «Исследование вытяжных приборов прядильных машин тонкогребенной системы прядения», подготовленную под руководством профессора Н. Я. Канарского.
Работала там же, с 1972 по 1979 год декан факультета машиностроения и управления качеством, с 1979 по 1993 год заведующая кафедрой технологии шерсти.
В 1973 году защитила докторскую диссертацию:
- Вопросы теории и практики процесса вытягивания : диссертация … доктора технических наук : 05.00.00. — Москва, 1972. — 370 с. : ил.

В 1960 году присвоено звание доцента, в 1975 году — звание профессора.
Разработала общую теорию процесса вытягивания для создания оптимального поля сил трения вытяжного прибора и получения продукта с заданными свойствами, на основе которой создан вытяжной прибор серийной прядильной машины.
В период руководства кафедрой организовала её филиалы в Московском камвольном объединении «Октябрь» и на Тонкосуконной фабрике имени Алексеева.
Сочинения:
- Заключительные операции в процессе приготовления гребенной ленты : Конспект лекций / В. А. Протасова. — М. : МТИ, 1980. — 15 с. : ил.; 20 см.
- Проектирование свойств камвольной пряжи : Для студентов IV курса дневной и V курса веч. формы обучения по спец. 1102, специализации "Прядение шерсти и хим. волокон* Конспект лекций / В. А. Протасова, К. Э. Разумеев. — М. : МТИ, 1985. — 49 с. : ил.; 20 см.
- Динамика процесса вытягивания : Конспект лекций / В. А. Протасова; Моск. текстил. ин-т им. А. Н. Косыгина. — М. : МТИ, 1987. — 24 с. : ил.; 20 см.
- Основы теории процесса вытягивания и неровнота [Текст] : Учеб. пособие / М-во высш. и средн. образования СССР. Моск. текстильный ин-т. — Москва : [б. и.], 1976. — 83 с. : ил.; 20 см.
- Прядение шерсти и химических волокон : (Приготовление гребенной ленты, ровницы и пряжи) : [Учеб. для вузов по спец. «Прядение натур. и хим. волокон»] / В. А. Протасова, Б. Е. Белышев, А. Ф. Капитанов; Под ред. В. А. Протасовой. — М. : Легпромбытиздат, 1988. — 331,[1] с. : ил.; 22 см; ISBN 5-7088-0225-1
- Шерстопрядильное оборудование : [Учеб. пособие для вузов по спец. «Прядение натур. и хим. волокон»] / В. А. Протасова, П. М. Панин, Д. Д. Хутарев; По д ред. В. А. Протасовой. — М. : Лег. индустрия, 1980. — 576 с. : ил.; 22 см.
- Прядение шерсти и химических волокон : (Приготовление аппарат. ровницы и чесал. ленты) : [Учеб. для вузов по спец. «Прядение натур. и хим. волокон» / В. А. Протасова, Б. Е. Белышев, П. М. Панин, Д. Л. Хутарев]; Под ред. В. А. Протасовой. — М. : Легпромбытиздат, 1987. — 294,[1] с. : ил.; 22 см.

Заслуженный деятель науки РФ (21.04.1998). Награждена орденом Отечественной войны I степени, медалями «За отвагу», «За оборону Кавказа», «За победу над Германией в 1941—1945 гг.», Почётной грамотой Президиума Верховного Совета РСФСР (097.02.1990).
Умерла не ранее 2009 года.